# Municipio Buenaventura
Koordinaten: 30° 0′ N, 107° 9′ W
Buenaventura ist ein Municipio mit gut 22.000 Einwohnern im mexikanischen Bundesstaat Chihuahua. Das Municipio hat eine Fläche von 7920,8 km². Verwaltungssitz und größter Ort des Municipios ist San Buenaventura.

## Geographie
Das Municipio Buenaventura liegt im Norden des Bundesstaats Chihuahua auf einer Höhe zwischen 1100 m und 2900 m. Es zählt zu 74 % zur physiographischen Provinz Sierras y Llanuras del Norte und zu 26 % zur Sierra Madre Occidental. Das Municipio liegt vollständig in der endorheischen hydrologischen Region Cuencas Cerradas del Norte. Die Geologie des Municipios wird zu 40 % von Alluvionen bestimmt bei 27 % Konglomeratgestein und 20 % rhyolithischem Tuff; vorherrschende Bodentypen im Municipio sind der Leptosol (36 %), Calcisol (22 %), Regosol (14 %) und Cambisol (8 %). 47 % der Gemeindefläche werden von Weideland eingenommen, 32 % sind von Gestrüpplangschaft bedeckt, 10 % sind bewaldet, 5 % dienen dem Ackerbau.
Das Municipio ist umgeben von den Municipios Ascensión, Ahumada, Chihuahua, Namiquipa, Ignacio Zaragoza, Galeana und Nuevo Casas Grandes.

## Bevölkerung
Beim Zensus 2010 wurden im Municipio  22.378 Menschen in 6148 Wohneinheiten gezählt. Davon wurden 855 Personen als Sprecher einer indigenen Sprache registriert, darunter 642 Sprecher des Mixtekischen. Gut 5 % der Bevölkerung waren Analphabeten. 8572 Einwohner wurden als Erwerbspersonen registriert, wovon 73,5 % Männer bzw. 3 % arbeitslos waren. 7,6 % der Bevölkerung lebten in extremer Armut.

## Orte
Das Municipio Buenaventura umfasst 53 bewohnte localidades, von denen neben dem Hauptort auch Ejido Benito Juárez, Constitución und Flores Magón vom INEGI als urban klassifiziert sind. 13 Orte wiesen beim Zensus 2010 eine Einwohnerzahl von über 100 auf. Die größten Orte sind:
| Ort                 | Einwohner |
| San Buenaventura    | 6957      |
| Ejido Benito Juárez | 5778      |
| Constitución        | 2709      |
| Flores Magón        | 2510      |
| Rodrigo M. Quevedo  | 1367      |
| San Lorenzo         | 0806      |
| Colonia el Valle    | 0526      |